# 学院路街道 (北京市)
学院路街道，是中华人民共和国北京市海淀區下辖的一个街道办事处，因学院路而得名。四环以南的花园路街道于2000年从学院路街道分出。

## 行政区划
学院路街道下辖以下地区：
西王庄社区、六道口社区、六道口第二社区、志新社区、展一社区、展二社区、二里庄社区、东王庄社区、学知园社区、地大第二社区、健翔园社区、建清园社区、西郊宾馆社区、地大第一社区、北科大社区、石油大院社区、中国农业大学东校区社区、语言大学社区、石科院社区、十五所社区、林业大学社区、静淑苑社区、城建四社区、768厂社区、中国矿业大学（北京）社区、中科院社区、二里庄干休所社区、富润社区和逸成社区。